# Horst Güthling
Horst Güthling (* 16. März 1922 in Berlin; † 30. Juni 2005 ebenda) war ein deutscher Politiker (SPD).
Horst Güthling besuchte eine Aufbauschule und machte eine kaufmännische Lehre. 1940 wurde er bei der Firma Borsig in Berlin-Tegel dienstverpflichtet und wurde ein Jahr später von der Wehrmacht eingezogen.
Nach dem Zweiten Weltkrieg war Güthling ab September 1946 zunächst Verwaltungsangestellter im Bezirksamt Pankow, wurde aber wegen seiner gewerkschaftlichen Tätigkeiten bei der Unabhängigen Gewerkschaftsopposition (UGO) gemaßregelt. Daher wechselte er in das (West-Berliner) Bezirksamt Wedding. 1957 trat er der SPD bei und wurde 1959 Vorsitzender des Personalrats im Bezirksamt Wedding. Güthling wurde 1962 Leiter des Ledigenheims Berlin-Wedding, bis er 1968 erneut Personalratsvorsitzender wurde. Im April 1970 wurde er Büroleiter der Betriebskrankenkasse Berlin (BKK). 
Bei der Berliner Wahl 1971 wurde Güthling in das Abgeordnetenhaus von Berlin gewählt, 1979 schied er aus dem Parlament aus. 